# Willem IV van Auvergne
Willem IV van Auvergne (overleden rond 1016) was van 989 tot aan zijn dood graaf van Auvergne.

## Levensloop
Willem IV was een zoon van burggraaf Robert II van Clermont. De naam en afkomst van zijn moeder werden niet overgeleverd.
In 989 werd hij graaf van Auvergne in opvolging van zijn broer Gwijde I, die kinderloos was overleden. Over zijn regering is weinig bekend, wel wordt zijn naam in 1002 geciteerd in een charter van de Abdij van Cluny. Willem IV van Auvergne overleed rond het jaar 1016.
Het is niet duidelijk wie de echtgenote van Willem was. Hij was de vader van Robert I (overleden in 1032), die hem opvolgde als graaf van Auvergne, en mogelijk ook van Stefanus IV, tussen 1014 en 1025 bisschop van Clermont.